# Diplopeltula tenuis
Diplopeltula tenuis (nomen nudum) is een rondwormensoort uit de familie van de Diplopeltidae. De wetenschappelijke naam van de soort is voor het eerst geldig gepubliceerd in 1993 door Bussau.